# Delfinoïdeus
Els delfinoïdeus (Delphinoidea) són el grup més gran d'odontocets (cetacis dentats), amb 66 gèneres repartits en sis famílies. El membre vivent més gran de la superfamília és l'orca, que pot pesar sis tones, mentre que el més petit, el dofí de Commerson, també és el cetaci més petit vivent.

## Taxonomia
Infraordre Delphinida
Gènere Hadrodelphis
Gènere Liolithax
Superfamília Delphinoidea
Família Albireonidae
Gènere Albireo
Família Delphinidae
Subfamília Delphininae
Gènere Delphinus
Gènere Lagenodelphis
Gènere Sousa
Gènere Stenella (sin. Clymenia, Micropia, Fretidelphis, Prodelphinus)
Gènere Tursiops
Subfamília Lissodelphininae
Gènere Cephalorhynchus(sin. Eutropia)
Gènere Lissodelphis(sin. Tursio, Leucorhamphus)
Subfamília Orcininae
Gènere†Arimidelphis
Gènere Feresa
Gènere Globicephala (sin. Sphaerocephalus, Globiceps, Globicephalus)
Gènere Grampus (sin. Grampidelphis, Grayius)
Gènere† Hemisyntrachelus
Gènere Orcaella
Gènere Orcinus (sin. Orca, Ophysia, Gladiator)
Gènere Peponocephala
Gènere Pseudorca (sin. Neorca)
Subfamília Stenoninae
Gènere†Astadelphis
Gènere Sotalia (sin. Tucuxa)
Gènere Steno (sin. Glyphidelphis, Stenopontistes)
Subfamília incertae sedis
Gènere†Anacharsis
Gènere†Australodelphis
Gènere Lagenorhynchus (sin. Electra, Sagmatias)
Família†Kentriodontidae
Subfamília Kentriodontinae
Gènere Belonodelphis
Gènere Delphinodon
Gènere Incacetus
Gènere Kentriodon (sin. Grypolithax)
Gènere Macrokentriodon
Gènere Microphocaena
Gènere Rudicetus
Gènere Tagicetus
Subfamília Pithanodelphininae
Gènere Atocetus
Gènere Leptodelphis
Gènere Pithanodelphis
Gènere Sophianacetus (sin. Mediocris)
Subfamília incertae sedis
Gènere Sarmatodelphis
Gènere Kampholophos
Família Lophocetidae
Gènere Lophocetus
Gènere Platysvercus
Família Monodontidae
Subfamília Delphinapterinae
Gènere Delphinapterus
Gènere† Denebola
Subfamília Monodontinae
Gènere Monodon
Família† Odobenocetopsidae
Gènere Odobenocetops
Família Phocoenidae
Subfamília Phocoeninae
Gènere†Australithax
Gènere†Lomacetus
Gènere†Loxolithax
Gènere Neophocaena
Gènere Phocoena
Subfamília Phocoeninae
Gènere Phocoenoides
Gènere†Piscolithax (sin. Piscorhynchus)
Gènere†Salumiphocaena
Subfamília incertae sedis
Gènere†Haborophocoena
Gènere†Numataphocoena
Gènere†Septemriocetus
Família incertae sedis
Gènere†Delphinavus
Gènere†Graamocetus
Gènere†Lamprolithax
Gènere†Miodelphis
Gènere†Nannolithax
Gènere†Oedolithax
Gènere†Oligodelphis
Gènere†Palaeophocaena
Gènere†Platylithax
Gènere†Protodelphinus
Gènere†Sinanodelphis